# Time Crisis

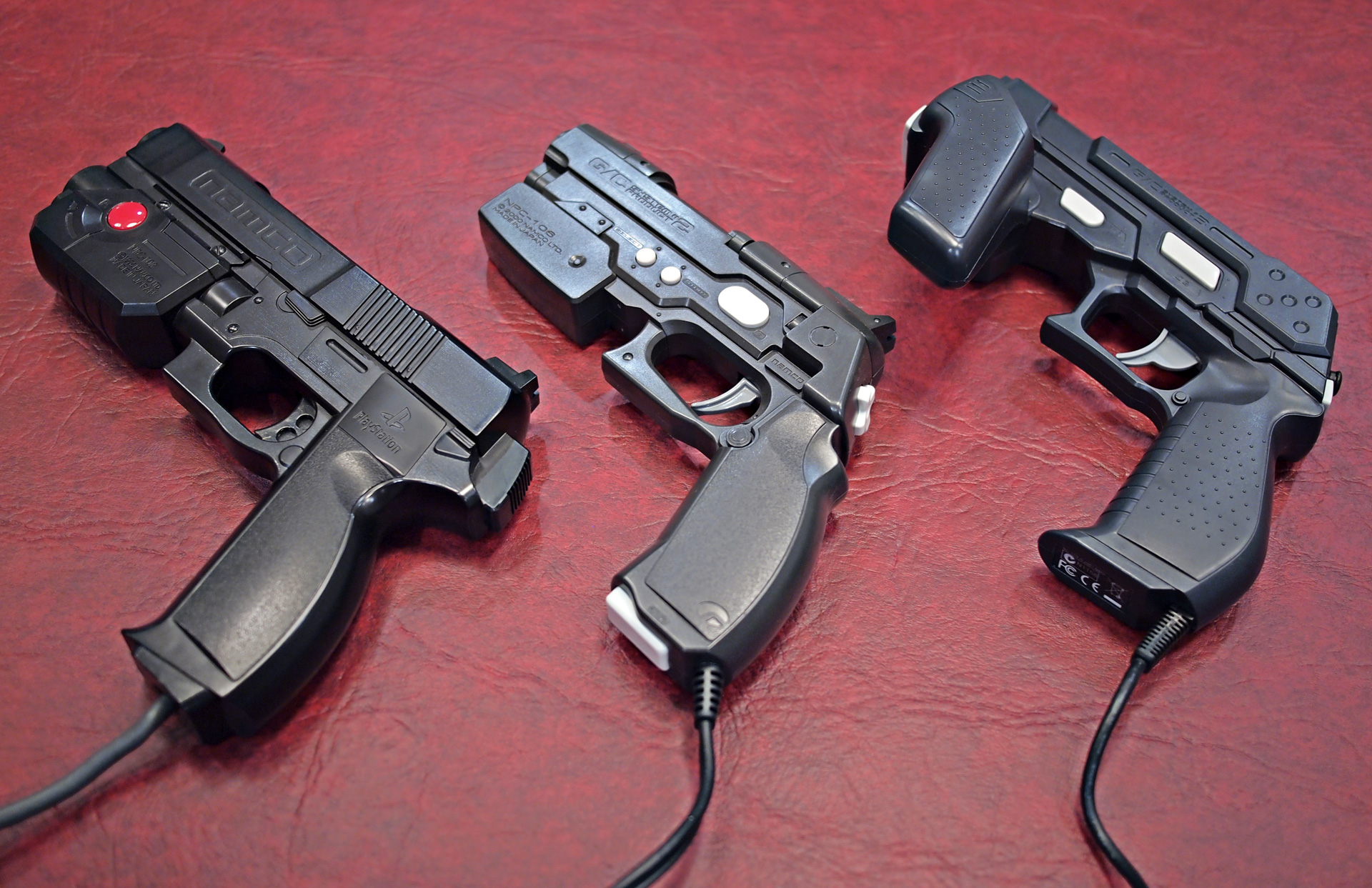
GunCon, Versionen 1-3

Time Crisis ist ein Arcade-Spiel des japanischen Unterhaltungsunternehmens Namco. Das Spiel ist neben Segas Virtua Cop und House of the Dead einer der bekanntesten sogenannten Lightgun-Shooter. Die Arcade-Version erschien im Jahr 1996 für das Namco System 22. Eine Portierung für die Sony PlayStation folgte Ende 1997 im Bundle mit der Lightgun G-Con 45 (Bezeichnung außerhalb Europas: Guncon).

## Handlung
Der Titelheld, Richard Miller, muss die entführte Tochter (Rachel McPherson) des Präsidenten einer fiktiven Republik retten. Sein Weg führt ihn zu einer Festung, einer Burg, wo er auf eine Menge Gegner, darunter Obergegner, und schließlich auch den Entführer „Wild Dog“ trifft. Dieser tritt auch in Time Crisis 2, Time Crisis 3 und Time Crisis 4 auf.

## Steuerung
Die Arcade-Version besitzt neben der Lightgun noch ein Pedal. Durch Gedrückthalten des Pedals kann man in Deckung gehen und das Waffen-Magazin nachladen. Die PlayStation-Versionen ermöglichen dies durch eine zusätzliche Taste an der Lightgun, können jedoch die Funktion des Pedals alternativ auch über ein angeschlossenes Gamepad nachahmen. Die Version von Time Crisis für das Apple iPhone wird per Touchscreen gesteuert; Tippen auf das Display mit dem Finger löst einen Schuss aus und nachgeladen wird durch kurzes Kippen des Handys.

## Nachfolger
- Time Crisis – 1996 Arcade, 1997 PlayStation
- Time Crisis: Project Titan (Spin Off) – 2000, exklusiv für PlayStation
- Time Crisis II – 1998 Arcade, 2001 PlayStation 2 (mit G-Con 2)
- Crisis Zone (Spin Off) – 1999 Arcade, 2004 PlayStation 2
- Time Crisis III – 2002 Arcade, 2003 PlayStation 2
- Time Crisis 4 – 2006 Arcade, Ende 2007 PlayStation 3 (mit G-Con 3)
- Time Crisis mobile – 2006, für Mobiltelefone
- Time Crisis Strike – 30. Januar 2009 - App Store iPhone
- Razing Storm (Spin Off) – 2009 Arcade, 2010 PlayStation 3 (zusammen mit Deadstorm Pirates und Time Crisis 4 als Time Crisis: Razing Storm)
- Time Crisis 5 – 2015 Arcade